# Colonia Varese
La Colonia Varese o Colonia Marina Costanzo Ciano è una ex-colonia marittima estiva italiana.

## Descrizione
Costruita tra il 1937 ed il 1938 per iniziativa della Federazione dei Fasci della Provincia di Varese determinata a dotare i bambini da lei assistiti di una propria colonia marina, si trova in riva al mare Adriatico, nella pineta di Cervia, verso Ravenna (ora Milano Marittima), fu inaugurata nel 1939 con il nome di Colonia Costanzo Ciano. Il progetto era di Mario Loreti del 1937, e l'edificazione fu affidata alla Cooperativa Muratori & Cementisti di Ravenna. Era in grado di ospitare circa mille bambini tra maschi e femmine.
Dal giugno del 1940 per un anno intero, la colonia ospitò un gruppo di figli di italiani residenti a Tripoli e costretti al rimpatrio a causa dell’emergenza bellica. Chiusa dopo due anni a causa dello scoppio della seconda guerra mondiale, fu adibita a prigione e ospedale da guerra per le truppe tedesche. Parzialmente danneggiata durante il conflitto, ha subito un piccolo restauro nell'immediato dopoguerra quando furono ricostruite le rampe centrali. Vive in stato di abbandono dagli anni 1950 circa, ma è tutelata e vincolata per la forma e le sue caratteristiche costruttive, che hanno segnato un'epoca per quel che riguarda l'architettura razionale italiana.
Complessivamente l'edificio, rigidamente simmetrico, insiste su un lotto di 60.928 m² per un volume pieno di 62.176 mc dislocati su cinque piani. Il corpo centrale è una monumentale griglia in cemento armato di sostegno a rampe, sui lati sono presenti corpi a due piani di servizio e, in continuazione del corpo centrale, due ali a cinque piani in cui erano dislocati i dormitori.
È ora di proprietà della regione Emilia-Romagna.
L'ingegnere Luigi Zafferri fu incaricato di redigere un rapporto sulla colonia in occasione della relazione tecnica di stima dei danni di guerra, e così la descrisse:
La Colonia consiste in un esteso terreno posto in riva al mare Adriatico nella pineta di Cervia, verso Ravenna; terreno, che era completamente recinto, in parte sistemato con ampio viale e piazzale di accesso, vialetti, aiuole a fiori e a prato, e nella rimanente parte lasciato, verso l'ingresso dalla strada comunale e ai lati, a pineta naturale col suolo erboso e, verso il mare, a suolo nudo. Sul terreno insistono un imponente edificio principale, destinato ad ospitare i bambini, e quattro piccoli fabbricati: due, al detto ingresso, adibiti al corpo di guardia, il terzo a casello dell'impianto idro-elettrico di sollevamento dell'acqua potabile da due pozzi artesiani, e il quadro a cabina di trasformazione dell'energia elettrica.»
(Luigi Zafferri)

## Nei media
L'area della colonia fu utilizzata nel film La ragazza di latta di Marcello Aliprandi (1970) e in Zeder di Pupi Avati del 1983.